# Acontia rufitincta
Acontia rufitincta là một loài bướm đêm trong họ Noctuidae.